# Caecum heptagonum
Caecum heptagonum är en snäckart som först beskrevs av Bartsch 1920.  Caecum heptagonum ingår i släktet Caecum och familjen Caecidae. Inga underarter finns listade i Catalogue of Life.